# NGC 4490
NGC 4490 je sjajna prečkasta spiralna galaktika u zviježđu Lovački psi. Galaksija se nalazi oko 27 milijuna godina svjetlosti od nas. Zbog interakcije sa susjednom galaksijom NGC 4485 spiralna struktura galaktike je nepravilna.

## Supernova SN 2008AX
Supernova SN 2008AX otkrivena je 4. ožujka 2008. godine u galaksiji. Supernova se nalazila oko 59" jugoistočno od središta galaksije. Maksimalni sjaj supernova je dosegla 21. ožujka i tada je iznosio magnituda + 13. Zbog povoljnog položaja galaktike NGC 4490 i relativno velikog sjaja, supernovu je bilo moguće promatrati sa sjeverne hemisfere. Teleskop promjera objektiva od 20 cm bio je dovoljan za uočavanje supernove.

## Amaterska promatranja
Galaksiju je moguće promatrati amaterskim teleskopom većim od 8 cm. Za uočavanje pratilje NGC 4485 potreban je teleskop od 15 cm pod tamnim nebom.

## Vanjske poveznice
- (engl.) SEDS: NGC 4490
- (engl.) Revidirani Novi opći katalog
- (engl.) Izvangalaktička baza podataka NASA-e i IPAC-a
- (engl.) Astronomska baza podataka SIMBAD
- (engl.) VizieR